# 11. мај
11. мај (11.05) је 131. дан у години по грегоријанском календару (132. у преступној години). До краја године има још 234 дана.

## Догађаји
- 330 — Римски цар Константин I Велики инаугурисао Нови Рим на месту некадашње грчке колоније Византа.[1]
- 1310 — 45 витезова темплара су спаљени на ломачи под оптужбом да су јеретици.
- 1745 — Француске трупе победиле Британце у бици код Фонтеноа и преузеле Холандију од Аустрије.
- 1824 — Британске снаге су у Првом бурманском рату преузеле Рангун у Бурми.
- 1858 — Минесота је примљена у Унију као 32. савезна држава САД.
- 1867 — Лондонским уговором загарантоване самосталност и неутралност Луксембуршког војводства.
- 1916 — Представљена је Ајнштајнова Општа теорија релативитета.
- 1931 — Пропаст највеће аустријске банке „Кредит-Ансталт“ означила почетак финансијског колапса централне Европе.
- 1949 — Сијам променио име у Тајланд.
- 1949 — Израел примљен у Уједињене нације.
- 1950 — Конрад Аденауер, западнонемачки канцелар, постао председник јединствене Хришћанско-демократске уније.
- 1960 — Агенти израелске тајне службе Мосад ухватили Адолфа Ајхмана који се скривао у Аргентини.
- 1966 — У финалу Купа шампиона одиграном на стадиону Хејсел у Бриселу, Реал Мадрид победио Партизан резултатом 2-1, освојивши шесту титулу првака Европе.
- 1968 — У настојању да оконча жестоке сукобе студената с полицијом премијер Француске Жорж Помпиду учинио уступке студентима.
- 1973 — Успостављени дипломатски односи Савезне Републике Немачке и Демократске Републике Немачке, чиме је окончано раздобље непризнавања ДР Немачке као суверене државе.
- 1987 — Премијер Индије Раџив Ганди ставио Панџаб под федералну контролу због побуне Сика.
- 1992 — Због умешаности југословенске војске у сукобе у Босни, министри иностраних послова Европске заједнице донели одлуку да повуку амбасадоре из Београда и тражили суспендовање чланства Југославије у ОЕБС-у.
- 1996 — Амерички путнички авион DC 9 срушио се у мочвару Еверглејдс на Флориди убрзо по полетању са аеродрома у Мајамију. Погинуло свих 110 путника и чланова посаде.
- 1997 — Суперкомпјутер компаније IBM „Дубоко плаво“ победио светског шампиона у шаху, руског велемајстора Гарија Каспарова, у мечу од шест партија.
- 2000 — Индија дочекала свог милијардитог становника, у државној болници „Сафдарјанг“ у Њу Делхију рођена девојчица.
- 2001 — Београдска група Канда, Коџа и Небојша одржала опроштајни концерт у башти СКЦ-а. Група се, ипак, поново окупила две године касније.
- 2003 — Потпредседник Демократске партије социјалиста Филип Вујановић изабран за председника Црне Горе.
- 2008 — Судан прекинуо дипломатске односе са Чадом, због помоћи коју је Чад пружио побуњеницима из Дарфура у нападу на Картум, главни град Судана.
- 2010 — Вођа британских лабуриста Гордон Браун поднео оставку на место председника владе, нови мандатар постао вођа конзервативаца Дејвид Камерон.
- 2021 — Terorizam: У Русији у Казању у терористичком нападу који се десио у школи учествовало је двоје терориста. Они су пуцали у ђаке те школе и на лицу места је убијено 8 ученика, док је 32 њих рањено. Један од терориста је убијен, а други је ухапшен. Треба напоменути да је један од терориста ишао у ту школу, неколико година пре тог инцидента и да је знао тачан распоред свих просторија школе.

## Рођења
- 1888 — Ирвинг Берлин, амерички композитор. (прем. 1989)[2]
- 1892 — Маргарет Радерфорд, енглеска глумица. (прем. 1972)[3]
- 1896 — Јосип Славенски, југословенски композитор. (прем. 1955)[4]
- 1904 — Салвадор Дали, шпански сликар, представник надреализма. (прем. 1989)[5]
- 1909 — Јанош Херцег, југословенски писац, уредник и преводилац. (прем. 1995)[6]
- 1911 — Давид Пајић, учесник Народноослободилачке борбе и народни херој Југославије. (прем. 1941)[7]
- 1916 — Камило Хосе Села, шпански писац и есејиста, добитник Нобелове награде за књижевност (1989). (прем. 2002)[8]
- 1918 — Ричард Фајнман, амерички теоријски физичар, добитник Нобелове награде за физику (1965). (прем. 1988)[9]
- 1924 — Ентони Хјуиш, британски радио-астроном, добитник Нобелове награде за физику (1974). (прем. 2021)[10]
- 1930 — Дејан Деспић, српски композитор, музички писац, теоретичар и педагог и члан Српске академије наука и уметности. (прем. 2024)[11]
- 1930 — Едсгер Дајкстра, холандски информатичар. (прем. 2002)[12]
- 1933 — Јордан Николић, српски певач, познат по интерпретацијама српских народних песама ка Косова и Метохије. (прем. 2018)
- 1933 — Зоран Радмиловић, српски глумац. (прем. 1985)[13]
- 1946 — Зоран Симјановић, српски композитор. (прем. 2021)[14]
- 1949 — Воја Брајовић, српски глумац.[15]
- 1949 — Тони Лауренчић, српски глумац.[16]
- 1952 — Шоре Агдашлу, иранско-америчка глумица.[17]
- 1952 — Франсес Фишер, енглеско-америчка глумица.[18]
- 1953 — Ђорђе Балашевић, српски музичар, песник, писац и глумац. (прем. 2021)[19]
- 1955 — Шаба Ду, амерички глумац, плесач и кореограф. (прем. 2020)[20]
- 1957 — Питер Норт, канадско-амерички порнографски глумац, редитељ и продуцент.[21]
- 1963 — Наташа Ричардсон, енглеско-америчка глумица. (прем. 2009)[22]
- 1972 — Конча Буика, шпанска музичарка.
- 1974 — Беноа Мажимел, француски глумац.
- 1978 — Летиција Каста, француска глумица и модел.[23]
- 1982 — Кори Монтит, канадски глумац и певач. (прем. 2013)[24]
- 1983 — Холи Валанс, аустралијска глумица, певачица и модел.[25]
- 1984 — Андрес Инијеста, шпански фудбалер.[26]
- 1985 — Хуан Паласиос, колумбијски кошаркаш.[27]
- 1986 — Мигел Велосо, португалски фудбалер.[28]
- 1986 — Абу Дијаби, француски фудбалер.[29]
- 1988 — Немања Врањеш, црногорски кошаркаш.[30]
- 1988 — Предраг Лука, српски фудбалер.[31]
- 1989 — Ђовани дос Сантос, мексички фудбалер.[32]
- 1989 — Драган Милосављевић, српски кошаркаш.[33]
- 1991 — Никола Петрић, српски фудбалски голман.[34]
- 1992 — Тибо Куртоа, белгијски фудбалски голман.[35]
- 1995 — Желсон Мартинс, португалски фудбалер.[36]
- 1996 — Данило Остојић, српски кошаркаш.[37]
- 1997 — Лана Кондор, америчка глумица.[38]
- 1999 — Сабрина Карпентер, америчка певачица и глумица.[39]

## Смрти
- 912 — Лав VI Мудри, византијски цар (886—912).[40]
- 1686 — Ото фон Герике, немачки физичар и проналазач. (рођ. 1602)[41]
- 1778 — Вилијам Пит Старији, енглески државник. (рођ. 1708)[42]
- 1976 — Алвар Алто, фински архитекта. (рођ. 1898).[43]
- 1981 — Боб Марли, реге-музичар. (рођ. 1945)[44]
- 1988 — Ким Филби, британски новинар и двоструки агент. (рођ. 1912)[45]
- 1992 — Јован Милићевић, српски глумац. (рођ. 1923)[46]
- 2001 — Даглас Адамс, британски радио-драматург и писац (рођ. 1952)[47]
- 2004 — Фил Герш, један од најпознатијих холивудских агената.
- 2006 — Зоран Глушчевић, српски књижевник, преводилац, књижевни и ликовни критичар и есејиста. (рођ. 1926)[48]
- 2007 — Слободан Кића Станковић, новинар и уредник емисије „Весело вече“ Радио Београда (рођ. 1929)[49]

## Празници и дани сећања
- Српска православна црква слави:
  - Свете апостоле Јасона и Сосипатера и девицу Керкиру
  - Свете мученике Максима, Даду и Квинтилијана
  - Светог мученика Тибала